# ژیتوراجه
ژیتوراجه (به صربی: Žitorađe) یک منطقهٔ مسکونی در صربستان است که در ولادیچین خان واقع شده‌است. ژیتوراجه ۱٬۳۳۹ نفر جمعیت دارد.